# سیسوپون
سیسوپون شهری در کشور کامبوج است که جزو تقسیمات اداری بنتی‌من‌سی محسوب می‌شود و جمعیت آن براساس سرشماری سال ۱۹۹۸ میلادی ۹۸٫۸۴۸ نفر بوده که در سال ۲۰۰۵ میلادی به ۱۳۲٫۲۶۴ نفر افزایش یافته‌است.